# Infanta Isabel Maria a Portugaliei

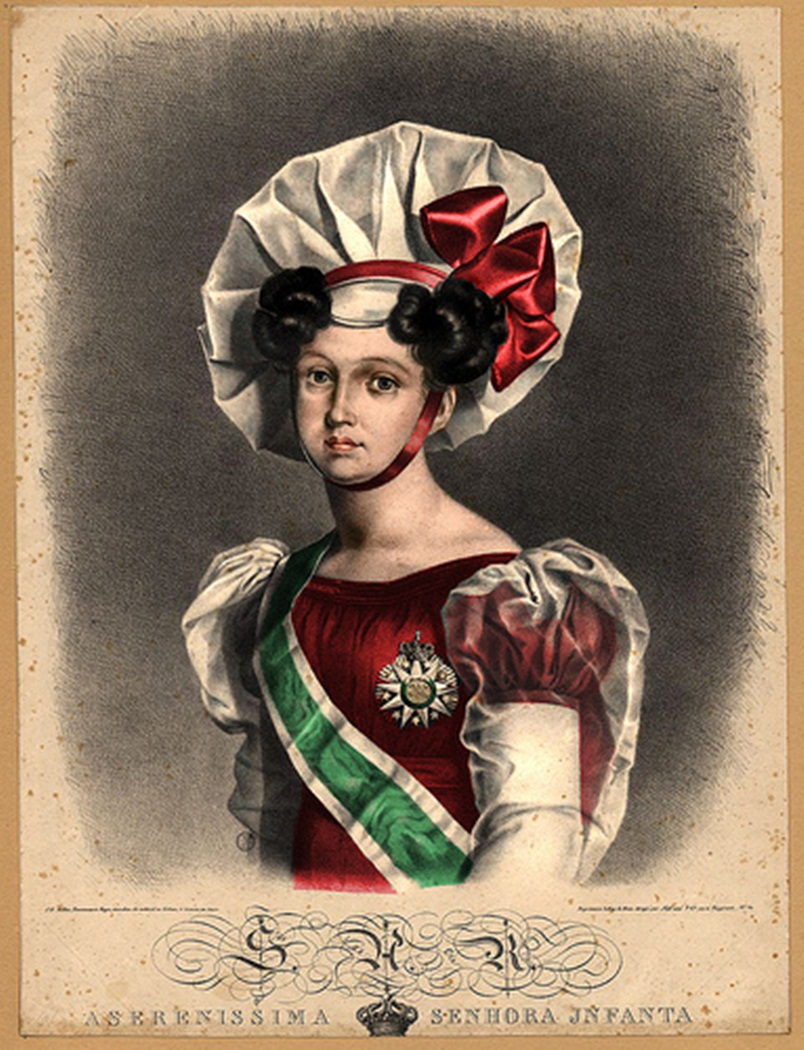
Isabel Maria de Bragança

Infanta Isabel Maria a Portugaliei (4 iulie 1801 – 22 aprilie 1876) a fost infantă a Portugaliei, fiica regelui Ioan al VI-lea și a soției lui, Carlota Joaquina a Spaniei.

## Biografie
Numele ei complet a fost Isabel Maria da Conceição Joana Gualberta Ana Francisca de Assis de Paula de Alcântara Antónia Rafaela Micaela Gabriela Joaquina Gonzaga de Bragança e Bourbon și a fost al șaselea copil și a patra fiică a regelui Ioan al VI-lea al Portugaliei și a reginei Charlotte. 
În 1808, când Isabel Maria avea șapte ani, familia regală a plecat în Brazilia în urma invaziei napoleoniene. Pentru că fratele ei, Prințul Pedro, care era moștenitor al tronului, a proclamat independența Braziliei, iar celălalt frate, Prințul Miguel, era la Viena, regina Carlota Joaquina de Borbón a fost exilată la Palatul Queluz iar surorile mai mari ale Isabelei erau căsătorite cu infanți spaniloi, Isabel Maria a fost regentă a regatului până la întoarcerea recent încoronatului împărat al Braziliei (Pedro I al Braziliei și viitorul Pedro al IV-lea al Portugaliei).
Imediat, Pedro al IV-lea a abdicat în favoarea fiicei lui Maria da Glória (care a devenit Maria a II-a a Portugaliei), care era la Londra, cu condiția ca ea să se căsătorească cu unchiul ei, Prințul Miguel. Isabella Maria a continuat să fie regentă până în 1828, când a izbucnit un război civil între absolutiștii care îl susțineau pe Miguel și liberalii care o susțineau pe Maria a II-a, război finalizat cu victoria liberalilor.
Isabel Maria s-a retras din viața politică și s-a întors la cea religioasă. A murit necăsătorită la Benfica, la 22 aprilie 1876, la vârsta de 74 de ani. 